# Sauropus androgynus

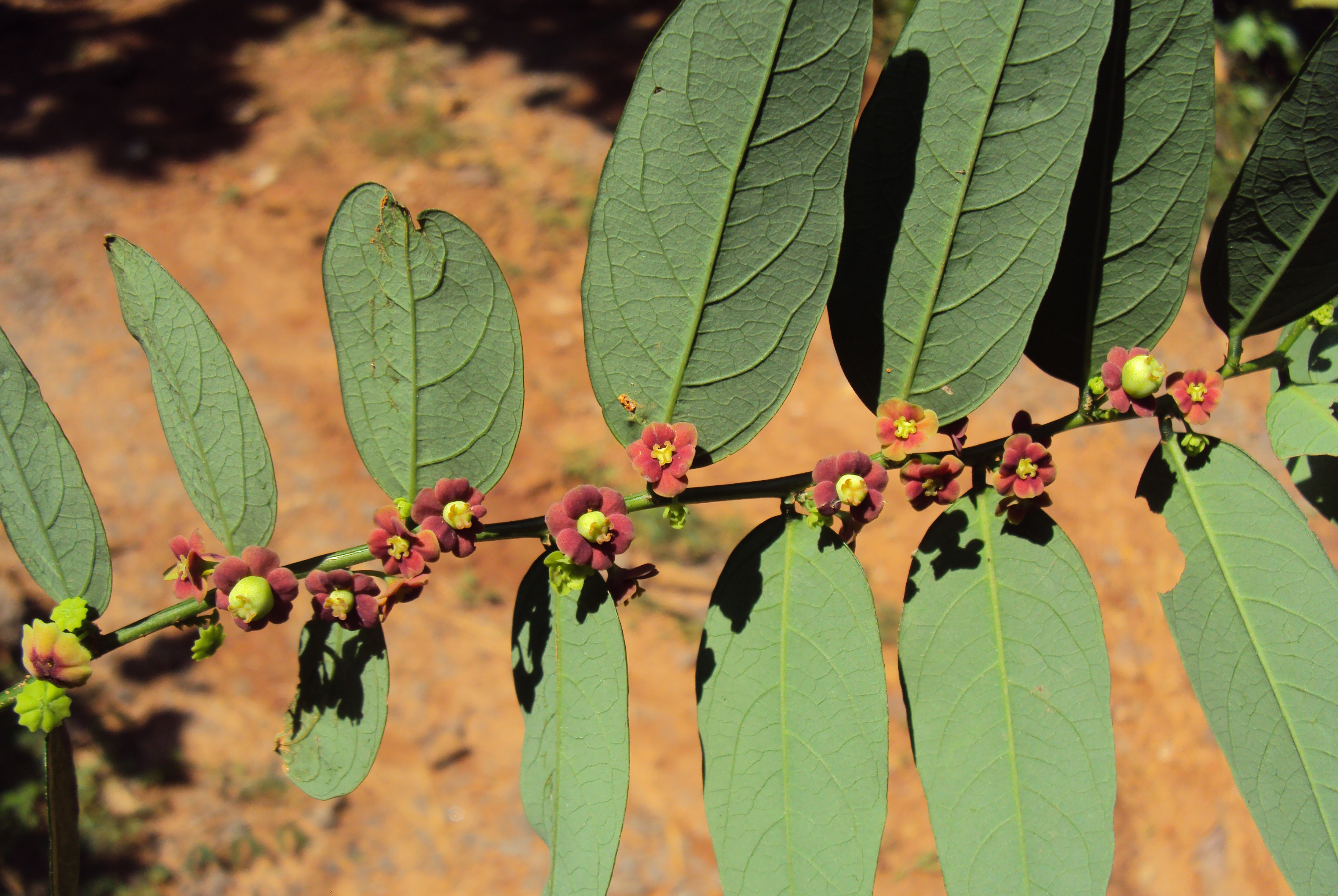
Weibliche Blütenstände

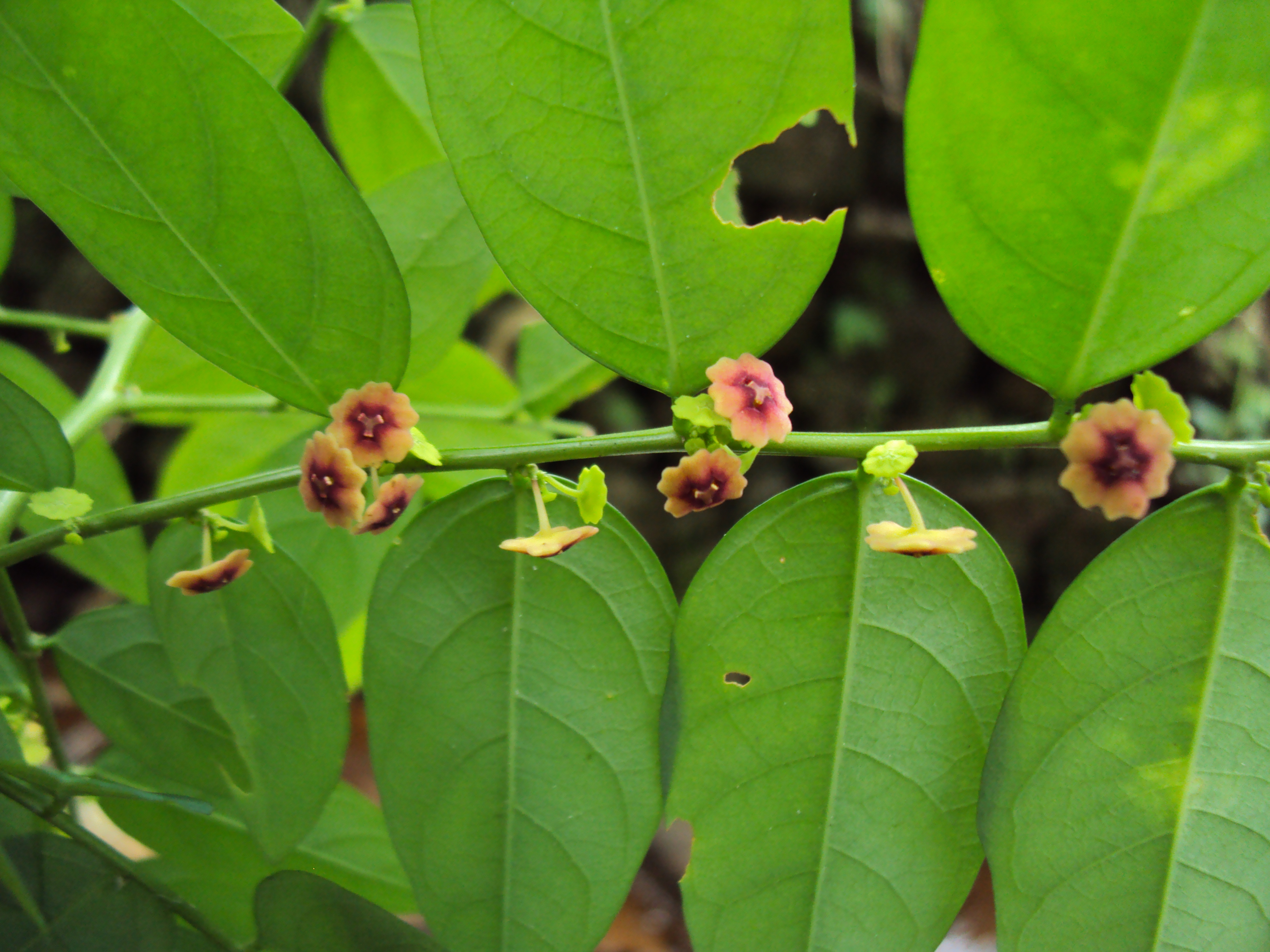
Männliche Blüten

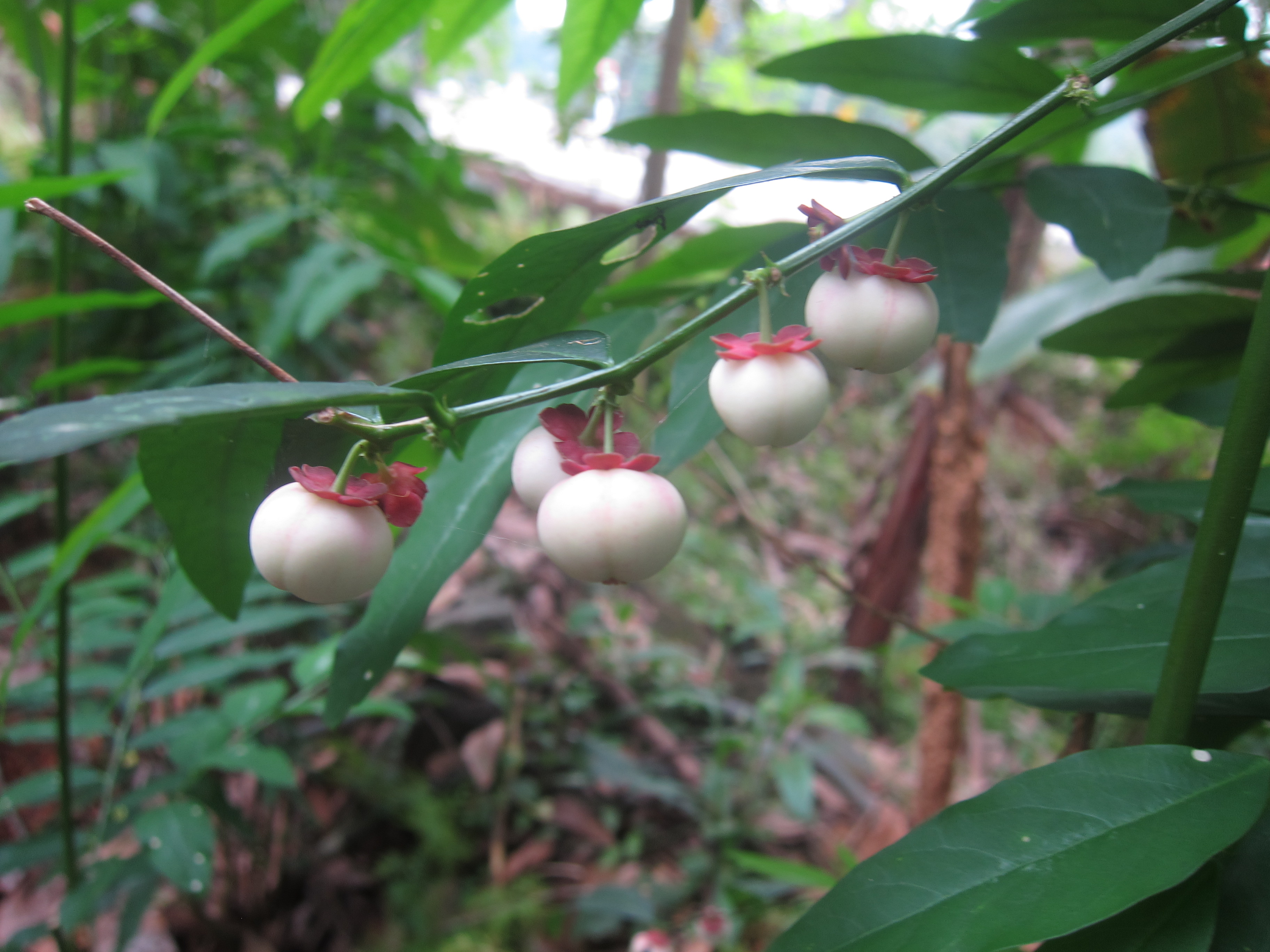
Fruchtstand

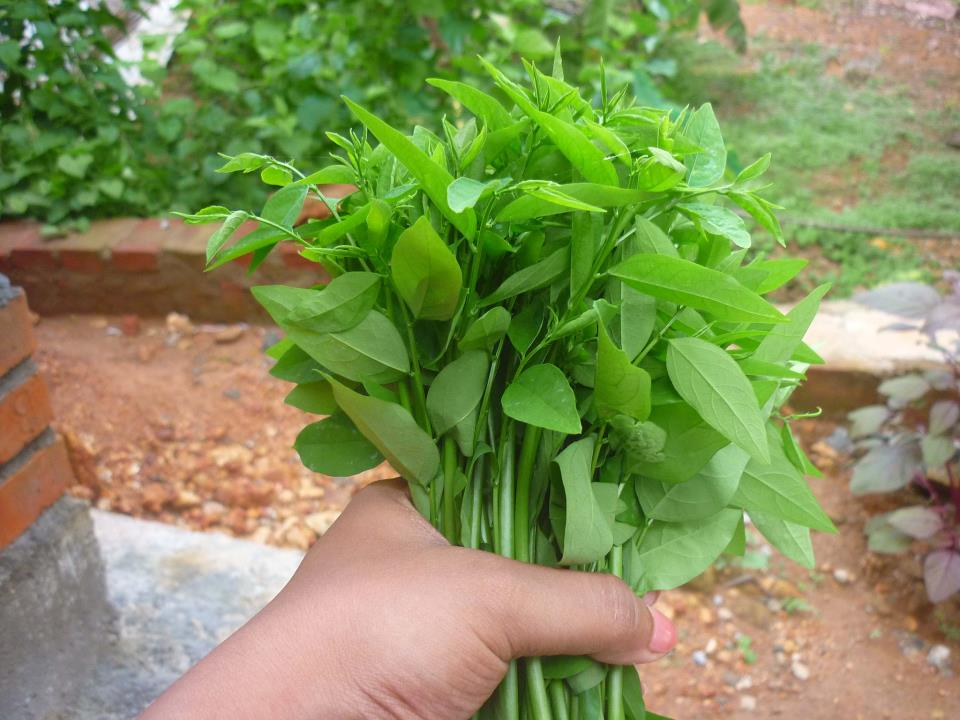
Junge Sprossen als Gemüse

Sauropus androgynus (Syn.: Breynia androgyna) ist eine Pflanzenart in der Familie der Phyllanthaceae aus Indien, Südostasien bis ins südliche China.
Sehr ähnlich sind Sauropus lanceolatus (Syn.: Breynia lanceolata Hook.f.) und Sauropus macranthus (Syn.: Breynia macrantha Hassk.).

## Beschreibung
Sauropus androgynus wächst als immergrüner Strauch bis 2–3,5 Meter hoch. Auf Englisch heißt es sweet leafs; auf Chinesisch heißt es mani cai (马尼菜); in Japan heißt es Amame Shiba (アマメシバ); auf Malaiisch heißt es cekur manis, sayur manis, asin-asin oder cangkok manis (in Bruneian malaiisch); in Indonesien heißt es Katuk; auf Vietnamesisch heißt es rau ngót; auf den Philippinen wird es Chinese Malunggay genannt und in Kerala, Indien wird es Madhura Cheera oder "Singapore Cheera (Singapur Spinat)" genannt.
Die wechselständigen und einfachen Laubblätter sind kurz gestielt bis fast sitzend. Sie sind leicht lederig, unterseits heller, eiförmig bis -lanzettlich, ganzrandig, bis etwa 8,5 Zentimeter lang, rundspitzig bis spitz und manchmal feinstachelspitzig. Der Blattrand ist öfters knapp umgebogen. Es sind sehr kleine Nebenblätter vorhanden.
Sauropus androgynus ist einhäusig monözisch. Die meist hängenden Blüten erscheinen achselständig, einzeln oder in kleinen, meist eingeschlechtlichen Gruppen. Die eingeschlechtlichen und gestielten Blüten mit einfacher Blütenhülle, die Kronblätter fehlen, sind rötlich-purpur bis gelblich. Es sind jeweils 6 dickliche, verkehrt-eiförmige Kelchblätter vorhanden. Bei den männlichen Blüten sind sie scheibenförmig und sechslappig verwachsen mit innen an der Basis kurzen Lappen (Schuppe), die einen Diskus simulieren, bei den weiblichen sind sie dachig in zwei ungleichen Kreisen und halbaufrecht. Die männlichen Blüten besitzen 3 sehr kurze Staubblätter, die einbrüderig mit Y-förmig abstehenden Antheren verwachsen sind, die weiblichen einen oberständigen, dreikammerigen Fruchtknoten mit drei, fast sitzenden, Y-förmig verwachsenen, zweilappigen Narben mit eingerollten Ästen.
Es werden kleine, rundliche und weißlich bis purpurne, dreiteilige, schwach sechslappige, etwa 1,5 Zentimeter große, glatte, leicht fleischige Kapselfrüchte mit beständigem Kelch und Narbenresten gebildet. Die zwei glatten, halbmond- und im Querschnitt keilförmigen Samen pro Fach sind schwarz.

## Verwendung
Die jungen Sprossen und Blätter werden als Gemüse oder Salat genutzt.
Die Früchte sind essbar, sie werden nur wenig genutzt und dann zu Süßigkeiten verarbeitet.
Die Blätter und Wurzeln werden medizinisch genutzt. Die Blätter werden auch zum Grünfärben von Lebensmitteln verwendet.